# Bland
Bland és una població dels Estats Units a l'estat de Missouri. Segons el cens del 2000 tenia 565 habitants.

## Demografia
Segons el cens del 2000, Bland tenia 565 habitants, 247 habitatges, i 142 famílies. La densitat de població era de 340,9 habitants per km².
Dels 247 habitatges en un 29,1% hi vivien nens de menys de 18 anys, en un 44,9% hi vivien parelles casades, en un 10,9% dones solteres, i en un 42,5% no eren unitats familiars. En el 37,2% dels habitatges hi vivien persones soles el 21,5% de les quals corresponia a persones de 65 anys o més que vivien soles. El nombre mitjà de persones vivint en cada habitatge era de 2,26 i el nombre mitjà de persones que vivien en cada família era de 2,94.
Per edats la població es repartia de la següent manera: un 24,1% tenia menys de 18 anys, un 8% entre 18 i 24, un 28,7% entre 25 i 44, un 22,3% de 45 a 60 i un 17% 65 anys o més.
L'edat mediana era de 39 anys. Per cada 100 dones de 18 o més anys hi havia 94,1 homes.
La renda mediana per habitatge era de 26.667 $ i la renda mediana per família de 34.659 $. Els homes tenien una renda mediana de 24.286 $ mentre que les dones 18.977 $. La renda per capita de la població era de 13.102 $. Entorn del 5,3% de les famílies i l'11,5% de la població estaven per davall del llindar de pobresa.

## Poblacions més properes
El següent diagrama mostra les poblacions més properes.